# Магона
Магона (или магуна; тур. mahownah) — класс турецких малотоннажных плоскодонных судов, распространённых в XVIII — XIX веках на Кавказском побережье Чёрного моря и предназначенных для каботажного плавания. Как правило, несли одну мачту, снабжённую косым парусом, с возможностью опускать стеньгу с реем вниз; нередко также оснащались стакселем и кливером. Обычно строились из дерева и не имели палубы, иногда оснащались двигателем, грузоподъёмность составляла около 40 тонн. 
Аналогичные суда, используемые у анатолийского побережья Чёрного моря обычно называются «магон».